# Il pullover (album)
Il pullover è una raccolta di brani del cantante ed attore Gianni Meccia.
L'Album presenta 12 brani, dei quali 5 provengono dall'album del 1976: Sul punto di dimenticare e 7 dall'album del 1971: Io, chi sono io?.

## Tracce
1. Il pullover (Franco Migliacci-Gianni Meccia) ^  2.30
2. Sole non calare mai (Gianni Meccia) ^  3.12
3. Otto e un quarto(Hiroschima) (Gianni Meccia-Ubaldo Continiello) °  3.30
4. Io, chi sono io? (Gianni Meccia-Bruno Zambrini) °  3.51
5. La mosca vola (Gianni Meccia-Gianni Boncompagni) °  2.29
6. I cinque sensi (Gianni Meccia) °   - 2.24
7. Il barattolo (Gianni Meccia) ^   - 2.45
8. Il tarlo (Gianni Meccia) °  - 2.05
9. L'equilibrio (Gianni Meccia-) °   - 2.20
10. E sei così grande (Gianni Meccia-Bruno Zambrini) ^   - 3.12
11. Un tubetto di dentifricio (Gianni Meccia-Bruno Zambrini-Gianni Meccia) ^   - 3.49
12. Eden park (Gianni Meccia-Bruno Zambrini) °   - 2.17

° : Dall'album Io, chi sono io?
^ : Dall'album Sul punto di dimenticare
N.B.: Sulla copertina il brano n.4 viene erroneamente indicato in "Adagio non fatemi male". Quello presente ha invece dei piccoli difetti nella digitalizzazione (fruscii); inoltre nella parte illustrativa interna molti brani difettano dell'anno di incisione e della durata.